# Mitsuo Matsunaga
Mitsuo Matsunaga –en japonés, 松永 満雄, Matsunaga Mitsuo– (8 de febrero de 1939 – 2009) fue un deportista japonés que compitió en judo. Ganó tres medallas en el Campeonato Mundial de Judo entre los años 1965 y 1969.

## Palmarés internacional
| Campeonato Mundial | Campeonato Mundial              | Campeonato Mundial | Campeonato Mundial |
| Año                | Lugar                           | Medalla            | Categoría          |
| ------------------ | ------------------------------- | ------------------ | ------------------ |
| 1965               | Río de Janeiro (Brasil)         | Medalla de plata   | +80 kg             |
| 1967               | Salt Lake City (Estados Unidos) | Medalla de oro     | Abierta            |
| 1969               | Ciudad de México (México)       | Medalla de bronce  | +93 kg             |